# Buenos Aires (песня IZ*ONE)
«Buenos Aires» - (с англ. — «Буэнос-Айрес») второй японский сингл южнокорейско-японской гёрл-руппы IZ*ONE. Он был выпущен в Японии лэйблом EMI Record 26 июня 2019 года.

## Промоушен
3 мая стало известно, что IZ*ONE выпустят свой второй японский сингл. «Buenos Aires» был выпущен в 16 выпусках: два обычный CD+DVD издания, ограниченное издание WIZ*ONE CD продается в официальном японском интернет-магазине IZ*One, который поставляется с одной фотографией и участием в мероприятии, и CD бох издание, который включает в себя WIZ*ONE издание и все выпуски участниц.
Тизер клипа на песню «Buenos Aires» вышел 27 мая.

## Трек-лист
Физические релизы включают DVD-диски с музыкальными клипами для заглавной песни и один B-сайд трек.
| №  | Название                      | Длительность |
| -- | ----------------------------- | ------------ |
| 1. | «Buenos Aires»                | 4:20         |
| 2. | «Tomorrow»                    | 3:05         |
| 3. | «Target»                      | 3:41         |
| 4. | «Buenos Aires» (Instrumental) | 4:20         |
| 5. | «Tomorrow» (Instrumental)     | 3:05         |
| 6. | «Target» (Instrumental)       | 3:41         |

| №  | Название                   | Длительность |
| -- | -------------------------- | ------------ |
| 1. | «Buenos Aires Music Video» |              |
| 2. | «Target Music Video»       |              |

| №  | Название                                                  | Длительность |
| -- | --------------------------------------------------------- | ------------ |
| 1. | «Buenos Aires»                                            | 4:20         |
| 2. | «Tomorrow»                                                | 3:05         |
| 3. | «Toshishita Boyfriend» (年下Boyfriend; Younger Boyfriend) | 3:53         |
| 4. | «Buenos Aires» (Instrumental)                             | 4:20         |
| 5. | «Tomorrow» (Instrumental)                                 | 3:05         |
| 6. | «Toshishita Boyfriend» (Instrumental)                     | 3:53         |

| №  | Название                           | Длительность |
| -- | ---------------------------------- | ------------ |
| 1. | «Buenos Aires Music Video»         |              |
| 2. | «Toshishita Boyfriend Music Video» |              |

| №  | Название                      | Длительность |
| -- | ----------------------------- | ------------ |
| 1. | «Buenos Aires»                | 4:20         |
| 2. | «Tomorrow»                    | 3:05         |
| 3. | «Human Love»                  | 3:57         |
| 4. | «Buenos Aires» (Instrumental) | 4:20         |
| 5. | «Tomorrow» (Instrumental)     | 3:05         |
| 6. | «Human Love» (Instrumental)   | 3:57         |

## Чарты
| Чарты (2019)           | Пиковые позиции |
| ---------------------- | --------------- |
| Япония (Japan Hot 100) | 1               |
| Япония (Oricon)        | 1               |

## Сертификация
| Регион                                                      | Сертификация | Продажи  |
| ----------------------------------------------------------- | ------------ | -------- |
| Япония (RIAJ)                                               | Золотой      | 100 000^ |
| ^ Данные о тиражах приведены только на основе сертификации. |              |          |